# 엡섬 작전의 전투 서열
제2차 세계 대전 당시 엡섬 작전의 전투서열이다.

## 영국군 전투서열
제2군
총사령관 중장 마일스 뎀프시
| 제8군단 중장 리처드 오코너 경                 |                                                             |
| --------------------------------------------- | ----------------------------------------------------------- |
| 군단 예하 부대                                |                                                             |
| 제91대전차연대                                |                                                             |
| 제121대공연대                                 |                                                             |
| 제21군집단 부대                               |                                                             |
| 왕립포병연대 제8군집단                        | BL 5.5인치 중포 16문, BL 7.2인치 곡사포 16문 24대의 대공포. |
| 제11기갑사단 중장 조지 로버츠                 |                                                             |
| 제2노스햄튼셔 의용기병대                      | 크롬웰 전차 M3 스튜어트                                     |
| 제77중연대                                    | 중포                                                        |
| 제75대전차연대                                |                                                             |
| 제58경대공연대                                |                                                             |
| 대박격포진지                                  |                                                             |
| 제13·612·147 야전기병대                       |                                                             |
| 제10교량도하공병중대                          |                                                             |
| 제4기갑여단 여단장 존 세실 커리               |                                                             |
| 영국 용기병 제2연대                           | 셔먼 임대 전차, 셔먼 파이어플라이 M5 스튜어트 tanks         |
| 제3런던 의용기병대                            | 셔먼 II, 셔먼 Vc M3 스튜어트                                |
| 제44왕립전차연대                              | 셔먼 II, 셔먼 Vc M3 스튜어트                                |
| 왕립소총군단 제2대대                          |                                                             |
| 제4왕립포병연대                               | 제25파운드 섹스튼 자주포                                    |
| 제144대전차포대                               | 17파운드 포 SP 아킬레스                                     |
| 제29기갑여단 준장 C.B.C. 하비                 |                                                             |
| 제23후사르                                    |                                                             |
| 제3왕립전차연대                               |                                                             |
| 제2파이프 포르타르 의용기병대                 |                                                             |
| 부군 소총여단 제2대대                         |                                                             |
| 제13포병연대                                  |                                                             |
| 제75대전차여단 제119포대,                     | M10 구축전차                                                |
| 제159보병연대 준장 J.G. 산디에                |                                                             |
| 왕립 슈로스피어 경보병연대 제4대대            |                                                             |
| 헤레포드셔 경보병연대 제1대대                 |                                                             |
| 몬트마우셔 연대 제3대대                       |                                                             |
| 왕립 노섬버랜드 푸질리에                      |                                                             |
| 제151아이셔 의용기병대                        |                                                             |
| 제117대전차포대                               |                                                             |
| 제6공격여단 제81부대                          |                                                             |
| 제15스코틀랜드 보병사단 중장 고든 홈즈 맥밀런 |                                                             |
| 사단급 부대                                   |                                                             |
| 제15정찰연대                                  |                                                             |
| 제97대공전차연대 본부 및 제346포대            |                                                             |
| 제119경대공여단 본부                          |                                                             |
| 제15사단 공병연대 본부                        |                                                             |
| 제624야전중대                                 |                                                             |
| 제26교량소대                                  |                                                             |
| 제44보병여단 준장 H.D.K. 머니                 |                                                             |
| 왕립 스코틀랜드 국경중대                      |                                                             |
| 왕립 스코틀랜드 푸질리에 제6대대              |                                                             |
| 왕립 스코틀랜드 연대 제8대대                  |                                                             |
| 왕립 이스트켄트 연대                          |                                                             |
| 미들섹스 연대 제1대대 A 중대                  |                                                             |
| 제190야전중대                                 | 25파운드 야전견인포                                         |
| 159대전차포대                                 |                                                             |
| 경대공포대                                    |                                                             |
| 제6공격여단 제81부대                          |                                                             |
| 279야전중대                                   |                                                             |
| 제46보병여단 준장 콜린 뮈르 바베르            |                                                             |
| 글래스고 하일랜더 제2대대                     |                                                             |
| 시포스 하일랜더 제7대대                       |                                                             |
| 스코틀랜드 소총연대 카메룬 부대 제9대대       |                                                             |
| 노스햄튼셔 제2의용기병대 A 중대               | 크롬웰 전차                                                 |
| 왕립 이스트켄트 연대                          | 처칠 크로커다일                                             |
| 미들섹스 연대 제1대대 B 중대                  |                                                             |
| 제181야전중대                                 | Towed 25-Pounder field guns                                 |
| 제161대전차포대                               |                                                             |
| 경대공포대                                    |                                                             |
| 제6공격여단 제81부대                          |                                                             |
| 제279야전중대                                 |                                                             |
| 제227보병여단 준장 J.R. 매킨토시워커          |                                                             |
| 아르길 서덜랜드 하일랜더 제2대대              |                                                             |
| 고든 하일랜드 연대 제2대대                    |                                                             |
| 하일랜드 경보병연대 제10대대                  |                                                             |
| 미들섹스 연대 제1대대 C 중대                  |                                                             |
| 제131야전여단                                 | 25파운드 견인포                                             |
| 제286대전차포대                               |                                                             |
| 제391경대공포대                               |                                                             |
| 제20야전중대                                  |                                                             |
| 제31기갑여단 준장 G.S. 나이트                 |                                                             |
| 제7왕립전차연대                               | Churchill tanks                                             |
| 제9왕립전차연대                               | Churchill tanks                                             |
| 웨스트민스터 용기병연대 제2대대               | 호버트의 장난감들.                                          |
| 제22용기병연대 B 중대                         | 처칠 AVRE 및 처칠 크로커다일.                               |
| 제43웨섹스 보병사단 중장 귈림 이보스 토마스   |                                                             |
| 사단급 부대                                   |                                                             |
| 제43웨섹스 정찰여단                           | 장갑차                                                      |
| 미들섹스 연대 본부 제8대대                    |                                                             |
| 제59전차연대 본부 및 제236포대                |                                                             |
| 제110경대공여단 제360·362포대 본부            |                                                             |
| 제43사단 공병연대 본부                        |                                                             |
| 제20야전중대                                  |                                                             |
| 제129보병연대 Brigadier G.H.L. Luce           |                                                             |
| 솜레스트 경보병연대 제4대대                   |                                                             |
| 윌트셔 연대 제4대대                           |                                                             |
| 윌트셔 연대 제5대대                           |                                                             |
| 미들섹스 연대 제8대대 A 중대                  |                                                             |
| 제94야전연대                                  | 25파운드 야전포                                             |
| 제235대전차포대                               |                                                             |
| 제360경대공포대                               |                                                             |
| 제20독립대공부대                              |                                                             |
| 제206야전중대                                 |                                                             |
| 제130보병여단 준장 N.D. 레실                  |                                                             |
| 도르셋셰어 연대 제4대대                       |                                                             |
| 도르셋셰어 연대 제5대대                       |                                                             |
| 햄프셔 연대 제7대대                           |                                                             |
| 미들섹스 연대 제8대대 B 중대                  |                                                             |
| 제112웨섹스 야전중대                          | 25파운드 야전포                                             |
| 제223대전차포대                               |                                                             |
| 제362경대공포대                               |                                                             |
| 제32독립대공부대                              |                                                             |
| 제553야전중대                                 |                                                             |
| 제214보병여단 준장 휴 에세미                  |                                                             |
| 워스터셰어 연대 제1대대                       |                                                             |
| 콘월 공작 경보병연대 제5대대                  |                                                             |
| 솜레스트 경보병연대 제7대대                   |                                                             |
| 미들섹스 연대 제8대대 C 중대                  |                                                             |
| 제179야전연대                                 | Towed 25-pounder field guns                                 |
| 제333대전차포대                               |                                                             |
| 제361경대공포대                               |                                                             |
| 제31독립대공부대                              |                                                             |
| 제20야전중대                                  |                                                             |
| 제32보병연대 여단장 G.F.존슨                  |                                                             |
| 웨일스 보위대 제1대대                         |                                                             |
| 아일랜드 보위대 제3대대                       |                                                             |
| 콜드스트림 보위대 제5대대                     |                                                             |

## 독일군 전투 서열

### 제7군
장군 프리드리히 돌만 

기갑병대장 레오 가이어 폰 슈베펜부르크 남작

#### 군 부대
- 제7여단
- 제8여단[18]

#### 제1SS기갑군단
SS-상급집단지도자 제프 디트리히
- 군단급 부대
  - 제101SS중전차대대[20] - SS-상급돌격대지도자 하인츠 폰 베스테르하겐[21][nb 9]
- 제12SS기갑사단 히틀러유겐트 - SS-연대지도자 쿠르트 메이어[19]
  - 제12SS기갑여단[19]
  - SS-기갑척탄병 제25연대[19]
  - SS-기갑척탄병 제26연대[19]
  - 제12SS기갑포병연대[19]
  - 제12SS수색대대[19]
  - 제12SS대전차대대[19]
  - SS-Projector Battalion 12[19]
  - 제12SS대공대대[19]
  - 제12SS기갑공병대대[19]
- 제1SS기갑사단 총통경호친위대 아돌프 히틀러 SS-연대지도자 알베르트 프레이[17]
  - 프레이 군집단[22]
  - SS기갑척탄병 제3연대[19]
  - SS기갑척탄병 제4연대[19]
- 제21기갑사단[23] - 중령 에드가 포이흐팅거[24]
  - 전투집단 1개
- 기갑교도사단[23]
- 제2SS기갑사단 다스 라이히[25] - SS-상급돌격대지도자 오토 베이딩거[26]
  - 베이딩거 집단군[25]
  - 제4SS기갑척탄병 여단 "데르 퓌헤르" 제1대대[26]
  - 제4SS기갑척탄병 여단 "데르 퓌헤르" 제14·15·16지원중대[26]
  - 제3SS기갑척탄병 여단 "도이칠란트" 제1대대[26]

#### 제2SS기갑군단
SS-Obergruppenführer 파울 하우서 (until morning of 29 June)

SS-Obergruppenführer 빌헬름 비트리히 (from morning of 29 June)
- 제9SS기갑사단 호엔슈타우펜 - SS-Standartenführer 토마스 뮐러
  - SS-Panzer Regiment 9[19]
  - SS-Panzergrenadier Regiment 19[19]
  - SS-Panzergrenadier Regiment 20[19]
  - SS-Panzer Artillery Regiment 9[19]
  - SS-Reconnaissance Battalion 9[19]
  - SS-Anti-Tank Battalion 9[19]
  - SS-Anti-Aircraft Battalion 9[19]
  - SS-Panzer Pioneer Battalion 9[19]
- 제10SS기갑사단 프룬츠베르크 - SS-Oberführer Heinz Harmel[19][nb 10]
  - SS-Panzer Regiment 10[19]
  - SS-Panzergrenadier Regiment 21[19]
  - SS-Panzergrenadier Regiment 22[19]
  - SS-Panzer Artillery Regiment 10[19]
  - SS-Reconnaissance Battalion 10[19]
  - SS-Anti-Aircraft Battalion 10[19]
  - SS-Panzer Pioneer Battalion 10[19]

#### 제3대공군단
General der Flakartillerie Wolfgang Pickert
- 제4대공연대[20]

#### 제47기갑군단
- 제2기갑사단 일부[25][nb 11]
  - 전차대대 1개급 전투집단[25]

## 메모
각주
1. ↑  제2노스햄튼셔 의용기병대는 제11기갑사단의 정찰 및 수색 대대였다.[5][2]
2. ↑  제4기갑여단은 제11기갑사단에 배속되었다[7]
3. ↑  이스트켄트 연대도 제79기갑사단 소속이었다.[2]
4. ↑  2개의 부대가 제79기갑사단에서 여단에 배속되었다.[2]
5. ↑  제31기갑여단은 제15스코틀랜드 보병사단에 예속되었다.[7]
6. ↑  C Squadron, 2nd County of London Yeomanry was attached from the 79th Armoured Division/[13]
7. ↑  제22용기병연대 B 중대는 제79기갑사단 소속이었다.[13]
8. ↑  제32보병연대는 보위기갑사단 편성부대 중 노르망디에 상륙한 첫 부대로 6월 28일 엡섬 작전 중 제43웨섹스 보병사단의 잔존 병력과 합류했다.[14]
9. ↑  제101SS중전차대대는 티거 1호로 무장했다.[20]
10. ↑  The 10th SS Panzer Division was equipped with a mixture of Panzer Mark IV and Assault Guns.[27]
11. ↑  The 2nd Panzer Division was equipped with Mark V Panthers.[28]

인용
1. 1 2  Wilmot, p. 732
2. 1 2 3 4 5 6 7 8 9 10 11 12 13 14 15 16 17 18 19 20 21 22 23 24 25 26 27 28 29 30 31 32 33 34 35 36 37 38 39 40 41 42 43 44 45 46 47 48 49 50 51 52 53 54 55 56 57 58 59 60 61 62 63 64 65 66 67 68 69 70 71 72 73 74 75 76 77 78 79 80 81 82 83 84 85 86 87 88 89 90 91 92 93 94 95 96 97 98 99 100 101 102 103 104 105 106 107 108 109 110 111 112 113 114 115 116 117 118 119  Clark, pp. 34 – 35
3. ↑  Jackson, p. 30
4. ↑  Brayley, p. 21
5. 1 2 3  Fortin, pp. 14 and 92
6. 1 2 3 4  Fortin, p. 103
7. 1 2 3 4 5 6 7 8 9 10 11 12 13 14 15 16  Clark, p. 36
8. 1 2 3  Fortin, pp. 44
9. ↑  Paterson, "Artillery Regiments That Served With The 7th Armoured Division"
10. ↑  Fortin, p. 15
11. 1 2 3 4 5  Reid, p. 107
12. 1 2  Neal.
13. 1 2 3 4  Fortin, p. 64
14. ↑  Jackson, p. 40
15. 1 2 3  Fortin, p. 37
16. 1 2  Reynolds, p. 23
17. 1 2  Clark, p. 73
18. ↑  Clark, p. 97
19. 1 2 3 4 5 6 7 8 9 10 11 12 13 14 15 16 17 18 19 20 21 22 23 24 25 26 27 28 29 30  Clark, p. 27
20. 1 2 3 4  Clark, p. 28
21. ↑  Forty, p. 61
22. ↑  Clark, p. 80
23. 1 2  Clark, p. 24
24. 1 2  Ford, p. 14
25. 1 2 3 4  Clark, p. 63
26. 1 2 3 4  Meyer, p. 409
27. ↑  Clark, pp. 176 and 179
28. ↑  Clark, p. 64

## 참고 문헌
- Clark, Lloyd (2004). 《Operation Epsom》. Battle Zone Normandy. The History Press Ltd. ISBN 0-7509-3008-X.
- Dunphie, Christopher (2005). 《The Pendulum of Battle: Operation Goodwood - July 1944》. Battle. Leo Cooper Ltd. ISBN 978-1-84415-278-0.
- fireandfury.com. “43rd (Wessex) Infantry Division at Hill 112, 10th July 1944” (PDF).
- Ford, Ken (2004). 《Caen 1944: Montgomery's Breakout Attempt》. Osprey Publishing. ISBN 1-84176-625-9.
- Fortin, Ludovic (2004). 《British Tanks In Normandy》. Histoire & Collections. ISBN 2-915239-33-9.
- Forty, George (2004). 《Villers Bocage》. Battle Zone Normandy. Sutton Publishing. ISBN 0-7509-3012-8.
- Jackson, G.S.; Staff, 8 Corps (2006) [1945]. 《8 Corps: Normandy to the Baltic》. MLRS Books. ISBN 978-1-905696-25-3.
- Kemsley, Captain W.; Riesco, Captain M. “The Scottish Lion on Patrol: Being the story of the 15th Scottish Reconnaissance Regiment 1943-1946”. 2011년 7월 24일에 원본 문서에서 보존된 문서.
- Meyer, Hubert (2005). 《12th SS: The History of the Hitler Youth Panzer Division Volume I》. Stackpole Books. ISBN 0-8117-3198-7.
- Don Neal, Guns and Bugles: The Story of the 6th Bn KSLI – 181st Field Regiment RA 1940–1946, Studley: Brewin, 2001, ISBN 1-85858-192-3.
- Paterson, Ian A. “History of the British 7th Armoured Division: Artillery Regiments That Served With The 7th Armoured Division”. 2012년 8월 3일에 원본 문서에서 보존된 문서.
- Reid, Brian (2005). 《No Holding Back》. Robin Brass Studio. ISBN 1-896941-40-0.
- Reynolds, Michael (2002). 《Sons of the Reich: The History of II SS Panzer Corps in Normandy, Arnhem, the Ardennes and on the Eastern Front》. Casemate Publishers and Book Distributors. ISBN 0-9711709-3-2.
- Wilmot, Chester; Christopher Daniel McDevitt (1997) [1952]. 《The Struggle For Europe》. Wordsworth Editions Ltd. ISBN 1-85326-677-9.